# Vĩnh Phúc (phường)
Vĩnh Phúc là một phường thuộc quận Ba Đình, thành phố Hà Nội, Việt Nam.
Phường Vĩnh Phúc có diện tích 0,74 km², dân số năm 2005 là 15.743 người, mật độ dân số đạt 21.355 người/km².

## Địa lý
Phường có địa giới hành chính:
- Phía Đông giáp phường Liễu Giai (ranh giới là phố Đốc Ngữ)
- Phía Tây giáp các phường Nghĩa Đô và Quan Hoa thuộc quận Cầu Giấy (ranh giới là sông Tô Lịch)
- Phía Nam giáp phường Cống Vị (ranh giới là phố Đội Cấn)
- Phía Bắc giáp các phường Bưởi, Thụy Khuê thuộc quận Tây Hồ (ranh giời là đường Hoàng Hoa Thám).

## Lịch sử
Phường được thành lập vào ngày 5 tháng 1 năm 2005 trên cơ sở điều chỉnh một phần diện tích tự nhiên và dân số của phường Cống Vị (ranh giới là phố Đội Cấn).